# Pascal Villard
Pour les articles homonymes, voir Villard.
Pascal Villard est un ingénieur du son français, actif depuis les années 1990. 

## Filmographie partielle
- 1997 : Le Septième ciel de Benoît Jacquot
- 1998 : Zonzon de Laurent Bouhnik
- 1999 : Pas de scandale de Benoît Jacquot
- 2001 : Sur mes lèvres de Jacques Audiard
- 2005 : Anthony Zimmer de Jérôme Salle
- 2007 : La Môme d'Olivier Dahan
- 2008 : L'Enfant de Kaboul de Barmak Akram
- 2019 : Les Hirondelles de Kaboul de Zabou Breitman et Éléa Gobbé-Mévellec
- 2022 : Revoir Paris d'Alice Winocour
- 2023 : Antigang, la relève de Benjamin Rocher

## Récompenses
- 2002 : César du meilleur son pour Sur mes lèvres de Jacques Audiard (avec Marc-Antoine Beldent et Cyril Holtz)
- 2008 : César du meilleur son pour La Môme de Olivier Dahan (avec Laurent Zeilig, Marc Doisne et Jean-Paul Hurier)